# Paraguay TV
Paraguay TV (anciennement TV Pública Paraguay) est une chaîne de télévision publique paraguayenne. C'est la première chaîne à être transmise par la télévision numérique terrestre dans le pays et, en même temps, la première chaîne détenue par le gouvernement du Paraguay.

## Histoire
Lancée en 2011, c'est la première chaîne de télévision gérée par le gouvernement paraguayen , ainsi que la première chaîne numérique du pays. Des transmissions expérimentales ont commencé le 15 août 2011, puis la programmation régulière a débuté le 11 décembre.

## Programmes actuels
- Tierra Tv
- Paraguay Noticias 1ª Edición
- Tu Media Mañana
- Samsara del Alma
- Lassie en Guaraní
- Ruta Trendy
- Che la Reina
- Tendencias
- Paraguay Noticias 2ª Edición
- Tu Quiniela
- Dale me Gusta
- Mesa de Campeones
- Conexión Alemania
- Cocineritos
- Franja del Japón a Paraguay
- Dibujando y Pintando con Porfirio Bustos
- Historia Animada del Paraguay
- Cocina Rica Tv
- El Doctor en Casa
- Paraguay Noticias Edición Central
- Paraguay Productivo
- Educación Tributaria
- El Informe Kilksberg
- Paraguay Pesca
- Diario del Inmigrante Europa y EE.UU
- Tierra Profunda
- Expedición Fútbol
- Paraguay Magazine Tv
- Misa de la Salud
- Tu auto
- A pura Salsa
- La Voz Agropecuaria
- Tembi'u Rape
- Paraguay Noticias Nemba'erã
- El Asadacho
- Padres al Día
- Tribuna
- Paraguay Eterno
- Purahéi che Retãme
- Grítelo Futbol
- Panorama
- Reportaje al país

## Identité visuelle

### Logos

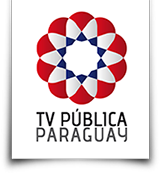
Logo de TV Pública Paraguay utilisés de 2011 à 2013.